# Zeit (Album)
Zeit ist das achte Studioalbum der deutschen Metal-Band Rammstein. Es erschien am 29. April 2022.

## Entstehung
Im Oktober 2020 teilte die Band auf ihren Social-Media-Kanälen ein Foto aus einem nicht näher bezeichneten Musikstudio und schrieb zu dem Bild “Sadly no tour this year – but it’s great to be back in the studio!” (englisch für: „Leider keine Tour in diesem Jahr – aber es ist großartig, wieder im Studio zu sein“). Erstmals öffentlich angekündigt wurde das Album im Februar 2021 von Keyboarder Christian Lorenz. Durch die Einschränkungen aufgrund der COVID-19-Pandemie – darunter insbesondere die unterbrochene Stadion-Tour – habe sich die Kreativität vergrößert. Zudem habe es weniger Ablenkung gegeben und mehr Zeit, sich Sachen auszudenken. Dadurch sei ein nicht geplantes Album entstanden.
Eigenen Angaben zufolge haben die Musiker zuvor zwei Jahre an den Liedern gearbeitet. Aufgenommen haben sie die elf Songs in den La-Fabrique-Studios in der südfranzösischen Kleinstadt Saint-Rémy-de-Provence. Produzent war Olsen Involtini.

## Artwork
Das Cover zeigt links einen schmalen roten Längsstreifen mit dem Logokreuz der Band und darunter in Form eines Blitzes das Titelwort. Auf der rechten Seite sind die Musiker auf der Treppe des Trudelturms zu sehen, eines 1934–1936 errichteten technischen Denkmals aus der Luftfahrtforschung im Berliner Ortsteil Adlershof. Das Foto wurde von dem kanadischen Musiker und Fotografen Bryan Adams aufgenommen.

## Titelliste
| Nr.          | Titel             | Länge |
| ------------ | ----------------- | ----- |
| 1.           | Armee der Tristen | 3:25  |
| 2.           | Zeit              | 5:21  |
| 3.           | Schwarz           | 4:18  |
| 4.           | Giftig            | 3:08  |
| 5.           | Zick Zack         | 4:04  |
| 6.           | OK                | 4:03  |
| 7.           | Meine Tränen      | 3:57  |
| 8.           | Angst             | 3:44  |
| 9.           | Dicke Titten      | 3:38  |
| 10.          | Lügen             | 3:49  |
| 11.          | Adieu             | 4:38  |
| Gesamtlänge: | Gesamtlänge:      | 44:10 |

## Singleauskopplungen
Im Vorfeld der Veröffentlichung wurde am 10. März die gleichnamige Single als Video und einen Tag später als physischer Tonträger ausgekoppelt. Die zweite Single, Zick Zack, folgte am 7. April 2022 inklusive Musikvideo. Parallel zur Albumveröffentlichung am 29. April 2022 erschien ein Video zum Song Angst, am 27. Mai 2022 folgte die Singleauskopplung zu Dicke Titten. Angst wurde später als vierte Single des Albums veröffentlicht. Knapp sieben Monate nach dem Album erschien das Abschlusslied des Albums, Adieu, als fünfte Single inklusive Video.

## Kommerzieller Erfolg

### Chartplatzierungen
Zeit erreichte Platz eins der deutschen Albumcharts, wo es sich drei Wochen lang halten konnte. Die Band stand damit zum elften Mal an der Spitze der deutschen Albumcharts. Mit 160.000 verkauften Einheiten in der ersten Woche verzeichnete Zeit zudem die erfolgreichste Debütwoche eines Albums seit ABBAs Voyage. Darüber hinaus erreichte das Album unter anderem Rang eins der Charts in Belgien, Dänemark, Finnland, Frankreich, den Niederlanden, Norwegen, Österreich, Schweden, der Schweiz und Tschechien. In den britischen Charts belegte das Album Platz drei, während es sich in den Billboard 200 auf Position 15 platzieren konnte. 2022 belegte das Album mit über 340.000 verkauften Einheiten die Chartspitze der deutschen Album-Jahrescharts sowie mit über 40.000 verkauften Einheiten ebenfalls die Chartspitze der deutschen Vinyl-Jahrescharts.
| ChartsChartplatzierungen       | Höchstplatzierung | Wochen |
| ------------------------------ | ----------------- | ------ |
| Deutschland (GfK)              | 1 (123 Wo.)       | 123    |
| Österreich (Ö3)                | 1 (125 Wo.)       | 125    |
| Schweiz (IFPI)                 | 1 (104 Wo.)       | 104    |
| Vereinigte Staaten (Billboard) | 15 (1 Wo.)        | 1      |
| Vereinigtes Königreich (OCC)   | 3 (2 Wo.)         | 2      |

| ChartsJahrescharts (2022) | Platzierung |
| ------------------------- | ----------- |
| Deutschland (GfK)         | 1           |
| Österreich (Ö3)           | 1           |
| Schweiz (IFPI)            | 2           |

| ChartsJahrescharts (2023) | Platzierung |
| ------------------------- | ----------- |
| Deutschland (GfK)         | 15          |
| Österreich (Ö3)           | 8           |
| Schweiz (IFPI)            | 24          |

| ChartsJahrescharts (2024) | Platzierung |
| ------------------------- | ----------- |
| Deutschland (GfK)         | 82          |
| Österreich (Ö3)           | 46          |

### Auszeichnungen für Musikverkäufe
| Land/Region               | Auszeichnungen für Musikverkäufe (Land/Region, Auszeichnung, Verkäufe) | Verkäufe |
| ------------------------- | ---------------------------------------------------------------------- | -------- |
| Belgien (BRMA)            | Gold                                                                   | 10.000   |
| Dänemark (IFPI)           | Gold                                                                   | 10.000   |
| Deutschland (BVMI)        | 2× Platin                                                              | 400.000  |
| Frankreich (SNEP)         | Gold                                                                   | 50.000   |
| Österreich (IFPI)         | Platin                                                                 | 15.000   |
| Polen (ZPAV)              | Platin                                                                 | 20.000   |
| Schweiz (IFPI)            | Platin                                                                 | 20.000   |
| Ungarn (MAHASZ)           | Platin                                                                 | 4.000    |
| Vereinigte Staaten (RIAA) | —                                                                      | 21.000   |
| Insgesamt                 | 3× Gold · 6× Platin ·                                                  | 550.000  |

Hauptartikel: Rammstein/Auszeichnungen für Musikverkäufe

## Bestenlisten
| Publikation     | Liste                                     | Werk      | Platz    |
| --------------- | ----------------------------------------- | --------- | -------- |
| Consequence     | Top 30 Metal and Hard Rock Albums of 2022 | Zeit      | 17       |
| Kerrang         | The 50 best albums of 2022                | Zeit      | 7        |
| Loudwire        | The 50 Best Rock + Metal Albums of 2022 a | Zeit      | J [ 34 ] |
| Loudwire        | The 50 Best Rock + Metal Songs of 2022 1  | Zick Zack | J [ 35 ] |
| Metal Hammer    | Die Alben des Jahres                      | Zeit      | 2        |
| Metal Hammer UK | Albums of 2022                            | Zeit      | 5        |
| Revolver        | 25 Best Albums of 2022                    | Zeit      | 24       |
| Visions         | Die 25 besten Musikvideos 2022            | Angst     | 3        |